# 6751 van Genderen
A 6751 van Genderen (ideiglenes jelöléssel 1114 T-1) a Naprendszer kisbolygóövében található aszteroida. Cornelis Johannes van Houten,  Ingrid van Houten-Groeneveld és Tom Gehrels fedezte fel 1971. március 25-én.